# ソルトレイクシティ (原子力潜水艦)
|           |                                            |
| 艦歴      |                                            |
| 発注      | 1977年9月15日                              |
| 起工      | 1980年8月26日                              |
| 進水      | 1982年10月16日                             |
| 就役      | 1984年5月12日                              |
| 退役      | 2006年1月15日                              |
| その後    | 原子力艦再利用プログラム                   |
| 除籍      | 2006年1月15日                              |
| 性能諸元  |                                            |
| 排水量    | 満載：6,098 トン、 基準：5,747 トン        |
| 全長      | 110.3 m (362 ft)                           |
| 全幅      | 10 m (33 ft)                               |
| 喫水      | 9.7 m (32 ft)                              |
| 最大速    | 水上25 kt (46 km/h)、 水中30+ kt (56 km/h) |
| 潜行深度  | 290 m (950 ft)                             |
| 機関      | S6G reactor 1基                            |
| 乗員      | 士官12名、兵員98名                         |
| モットー: |                                            |
|           |                                            |

ソルトレイクシティ(USS Salt Lake City, SSN-716)は、アメリカ海軍のロサンゼルス級原子力潜水艦の29番艦。艦名はユタ州ソルトレイクシティに因んで命名された。その名を持つ艦としてはペンサコーラ級重巡洋艦2番艦(CL/CA-25)以来2隻目。

## 艦歴
ソルトレイクシティは1977年9月15日にバージニア州ニューポート・ニューズのニューポート・ニューズ造船所に建造発注され、1980年8月26日に起工した。1982年10月16日にキャサリーン・ガーン夫人によって命名、進水し、1984年5月12日に艦長リチャード・イットキン中佐の指揮下就役する。
ソルトレイクシティはヒストリーチャンネルのR・リー・アーメイが司会として出演するドキュメンタリー番組、『メール・コール』で特集された。
2004年10月22日、ソルトレイクシティはステニス空母戦闘群（現 空母打撃群）での西太平洋における配備を完了し帰還した。この配備の間にグアム、佐世保、横須賀、シンガポール、オアフ島を訪問した。
ソルトレイクシティは8度の配備の間に、4度の「Battle “E”」戦闘効率賞、3度の海軍殊勲部隊章、2度の部隊勲功章を受章した。
ソルトレイクシティは2005年10月26日にサンディエゴで退役記念式典が行われ、同日出航、北極点を通過した。2006年1月15日にポーツマス海軍造船所で退役した。翌年曳航され、2007年5月8日にピュージェット・サウンド海軍造船所に到着した。
ソルトレイクシティは原子力艦再利用プログラムに基づき解体される予定である。なお本艦の舵機は、2013年10月13日に衝突事故を起こし操舵が引きちぎれた同型艦「モントピリア」に転用された。